# 2024년 하계 올림픽 온두라스 선수단
2024년 하계 올림픽 온두라스 선수단은 2024년 7월 26일부터 8월 11일까지 프랑스 파리에서 열린 2024년 하계 올림픽에 참가한 올림픽 온두라스 선수단이다.
온두라스 선수들은 미국이 주도하는 보이콧을 이유로 1972년 뮌헨 올림픽과 1980년 모스크바 올림픽을 제외하고 모든 하계 올림픽에 출전했다. 이는 온두라스가 하계 올림픽에 13회 연속 출전하는 것이 된다.

## 출전 선수
| 종목   | 남자 | 여자 | 전체 |
| ------ | ---- | ---- | ---- |
| 레슬링 | 1    | 0    | 1    |
| 수영   | 1    | 1    | 2    |
| 육상   | 1    | 0    | 1    |
| 전체   | 3    | 1    | 4    |

## 메달 집계
| 종목 | 1 | 2 | 3 | 합계 |
| 종목 | ' | ' | ' | '    |
| 종목 | ' | ' | ' | '    |
| 종목 | ' | ' | ' | '    |
| 합계 | ' | ' | ' | '    |

## 같이 보기
- 2024년 하계 올림픽